# Josef Kaut
Josef Kaut (* 16. Februar 1904 in Salzburg, Österreich-Ungarn; † 8. Juni 1983 ebenda) war ein österreichischer Politiker (SPÖ) und Chefredakteur des Demokratischen Volksblattes in Salzburg. Er war von 1954 bis 1956 Abgeordneter zum Salzburger Landtag und von 1956 bis 1969 Landesrat in der Salzburger Landesregierung.

## Ausbildung und Beruf
Kaut besuchte zwischen 1911 und 1915 die Volksschule in Salzburg und wechselte 1915 an die k.k. Staats- bzw. Bundesrealschule Salzburg, wo er 1922 die Matura ablegte. Er studierte im Anschluss von 1922 bis 1929 Philosophie an der Universität Wien und arbeitete von 1929 bis 1934 als Sekretär des Herausgebers der Zeitung Arbeiterwille in Graz. 1934 wurde er aus politischen Gründen inhaftiert, woraufhin Kaut 1934 nach Prag ging und dort bis zum Ende des Zweiten Weltkriegs verblieb. Er beantragte 1940 die Aufnahme in die NSDAP, wurde aber 1944 abgelehnt. Nach dem Ende des Krieges kehrte Kaut 1945 nach Salzburg zurück und übernahm dort von 1945 bis 1946 die Funktion des Chefredakteurs des Demokratischen Volksblattes.

## Politik und Funktionen
Kaut gründete 1925/26 die Salzburger Landesgruppe der Sozialistischen Mittelschüler. Er wurde am 11. Dezember 1954 als Abgeordneter zum Salzburger Landtag angelobt und gehörte dem Landtag bis zum 3. Juli 1956 an. Bereits am 31. Jänner 1956 war Kaut in die Salzburger Landesregierung gewählt worden, in der er bis zum 14. Mai 1969 als Landesrat wirkte. Innerparteilich war er von 1960 bis 1972 als Mitglied des Landesparteivorstandes der SPÖ Salzburg aktiv, zudem war er während seiner Zeit als Landtagsabgeordneter stellvertretender Klubvorsitzender des SPÖ-Landtagsklubs. Zudem stand er den Salzburger Kinderfreunden von 1960 bis 1972 als Landesobmann vor. Er war zudem von 1950 bis 1983 Mitglied des Direktoriums der Salzburger Festspiele, von 1971 bis 1983 Präsident der Salzburger Festspiele sowie von 1973 bis 1983 Präsident der Salzburger Kulturvereinigung.

## Auszeichnungen
- Ring des Landes Salzburg (1964)
- Großes Ehrenzeichen des Landes Salzburg (1969)
- Ehrenobmann der Salzburger Kinderfreunde (1972)
- Ehrenbürger der Stadt Salzburg (1982)
- Straßenbenennung in Salzburg (1985)

## Schriften
- Die Sonne gehört uns. Roman. Verlag Anton Pustet, Graz, 1940.
- Die tägliche Liebe. Roman. Anton Pustet, Salzburg u. a. 1941.